# 2000년대 영화
다음은 2000년대 영화에 관한 정보이다. 2000년대 영화계의 사건과 경향에 대해 다룬다.

## 영화 목록
- 2000년 영화
- 2001년 영화
- 2002년 영화
- 2003년 영화
- 2004년 영화
- 2005년 영화
- 2006년 영화
- 2007년 영화
- 2008년 영화
- 2009년 영화

## 같이 보기
- 21세기 영화
- 1990년대 영화
- 2010년대 영화